# Juan Francisco Jáuregui
Juan Francisco Jáuregui (Marcos Paz, 1870 - La Plata, 1960) fue un destacado pedagogo argentino. Se desempeñó como maestro, profesor, director y funcionario de la Dirección General de Escuelas de la Provincia de Buenos Aires. 
Jáuregui fue autor de diversas obras didácticas: Pelusita, Semillitas y Sé Bueno, textos de lectura para la enseñanza primaria, Instrucción moral y cívica para tercero y cuarto grados, Compendio de Literatura española y argentina para cuarto año de secundaria, Instrucciones a los inspectores, A los maestros de la Provincia, Manualidades y trabajos agrícolas, Iniciativas y experimentaciones en la escuela primaria, La lectura expresiva y El sentimiento de la nacionalidad. 
Publicó, además, numerosos  estudios, informes y artículos en la Revista de Educación de la Dirección Nacional de Escuelas, entre los cuales se destacan: "La edad escolar", "La estética en la escuela primaria", "A propósito de la Metodología de la lectura", "Las escuelas normales populares y las nocturnas de puertas abiertas" y "Formación de educadores para las escuelas primarias y modificaciones de los planes de estudios para las Escuelas Normales".

## Obras
- El sentimiento de la nacionalidad', La Plata, Talleres Gráficos Olivieri y Domínguez, 1919.
- Iniciativas y experimentaciones dentro de la escuela primaria. Manualidades y orientación agrícola, La Plata, Taller de Impresiones Oficiales, 1919.
- Pelusita. Texto de lectura para segundo grado, Buenos Aires, Editorial Kapelusz, 1930.
- Compendio de historia de la Literatura española y argentina, Buenos Aires, Editorial Kapelusz, 1931.
- Sé bueno. Texto de lectura para tercer grado, Buenos Aires, Editorial Kapelusz, 1932.
- Instrucción cívica y moral, Buenos Aires, Editorial Kapelusz, 1936.
- Semillitas. Libro de lectura para segundo grado, Buenos Aires, Editorial Kapelusz, 1936.
- Juan Francisco Jáuregui. Su foja de servicio en la enseñanza, 1886-1953, La Plata, Talleres Gráficos Ángel Domínguez, 1953.
- Cuestiones educacionales, s/d., 1959.